# Mohamed Koné (voetballer, 2002)
Mohamed Koné (Adjamé, 7 maart 2002) is een Ivoriaans voetballer die sinds 2024 uitkomt voor Sporting Charleroi.

## Clubcarrière
Koné begon met voetballen in zijn geboorteland Ivoorkust. Koné speelde van meet af aan als doelman. Na zijn verhuis naar Frankrijk in 2017 sloot hij zich aan bij Neuilly Plaisance FC, een club uit de Parijse voorstad Neuilly-Plaisance. Via US Torcy belandde hij bij de jeugdopleiding van Le Havre AC. Op 5 september 2020 speelde hij z'n eerste officiële wedstrijd voor het B-elftal van Le Havre, dat toen in de Championnat National 3 uitkwam. Het bleef dat seizoen z'n enige wedstrijd in de National 3, omdat de amateurcompetities al vrij vroeg werden stopgezet vanwege de coronapandemie.
Verspreid over vier seizoenen speelde Koné uiteindelijk 41 competitiewedstrijden voor het B-elftal van Le Havre in de Championnat National 3. In het seizoen 2021/22 mocht hij onder Paul Le Guen meermaals op de bank plaatsnemen voor competitiewedstrijden in de Ligue 2. In de zomer van 2022 ondertekende hij een contract dat hem tot medio 2025 aan de club verbond.
Op 7 januari 2024 maakte Koné z'n officiële debuut in het eerste elftal van Le Havre: door de onbeschikbaarheid van Mathieu Gorgelin mocht hij onverwacht opdraven in de bekerwedstrijd tegen SM Caen. Le Havre won de wedstrijd met 2-1. Niet veel later leende Le Havre hem voor de rest van het seizoen uit aan tweedeklasser USL Dunkerque. Daar startte hij als de doublure van veertiger Arnaud Balijon, maar na zijn invalbeurt in de competitiewedstrijd tegen Rodez AF op 10 februari 2024 verdween Koné niet meer uit doel. Koné slikte in vijftien competitiewedstrijden zeventien tegengoals en kon zich met Dunkerque handhaven in de Ligue 2.
Op 2 juli 2024 kondigde de Belgische eersteklasser Sporting Charleroi aan dat Koné een driejarig contract had ondertekend in het Stade du Pays de Charleroi, met optie op een extra seizoen.

## Interlandcarrière
Koné werd in maart 2022 voor het eerst opgeroepen voor het nationale elftal van Ivoorkust, naar aanleiding van de oefeninterlands tegen Frankrijk en Engeland. Hij kwam in deze wedstrijden niet in actie. In juni 2023 selecteerde Ludovic Batelli, de bondscoach van de Ivoriaanse U23, hem voor het Tournoi Maurice Revello, een oefentoernooi in Frankrijk.
1 Patron ·
2 Bager ·
3 Knezevic ·
4 Van Cleemput ·
5 Camara ·
6 Zorgane ·
7 Mbenza ·
8 Guiagon ·
9 Dabbagh ·
10 Badji ·
12 Closset ·
13 Benbouali ·
15 Dragsnes ·
16 Koffi ·
17 Bernier ·
18 Heymans ·
19 Štulić ·
21 Andreou ·
22 Trebel ·
25 Marcq ·
26 Ilaimaharitra  ·
27 Monticelli ·
29 Rogelj ·
32 Boukamir ·
37 Dari ·
42 Lutte ·
44 Morioka ·
55 Delavallée ·
66 Ozornwafor ·
80 Sylla ·
98 Petris ·
Coach: De Mil